# Liste der Monuments historiques in Le Bono
Die Liste der Monuments historiques in Le Bono führt die Monuments historiques in der französischen Gemeinde Le Bono auf.

## Liste der Bauwerke
| Bezeichnung                                  | Beschreibung | Standort         | Kennzeichnung | Schutzstatus | Datum | Bild |
| -------------------------------------------- | ------------ | ---------------- | ------------- | ------------ | ----- | ---- |
| Kapelle Notre-Dame                           |              | Becquerel (Lage) | PA00091049    | Inscrit      | 1925  |      |
| Tumulus du Rocher                            |              | (Lage)           | PA00091048    | Classé       | 1889  |      |
| Mühle                                        |              | Kervillio (Lage) | PA00091050    | Inscrit      | 1987  |      |
| Sépultures circulaires sous tertre tumulaire |              | Le Rocher (Lage) | PA00091051    | Classé       | 1928  |      |
| Brücke                                       |              | (Lage)           | PA56000011    | Inscrit      | 1997  |      |

## Liste der Objekte
- Monuments historiques (Objekte) in Le Bono in der Base Palissy des französischen Kultusministeriums